# نيلسون إليوت
نيلسون إليوت هو سياسي كندي، ولد في 6 أغسطس 1925 في ثايمس سنتر في كندا، وتوفي في 1 أبريل 2017 في نورث باي في كندا. حزبياً، نشط في الحزب الكندي التقدمي المحافظ. وقد انتخب عضو مجلس العموم الكندي.